# Spoorlijn Skive - Spøttrup
De spoorlijn Skive - Spøttrup was een lokale spoorlijn tussen Skive en Spøttrup van het schiereiland Jutland in Denemarken.

## Geschiedenis
De spoorlijn werd in geopend 11 december 1924 door de Skive-Vestsalling Jernbane (VSJ). Tegelijk met de verplaatsing van het hoofdstation in Skive is de lijn in 1962 verlegd naar de westkant van Skive, samen met de lijn Skive - Glyngøre. In 1968 is de lijn gesloten.

## Huidige toestand
Thans is de volledige lijn opgebroken.